# 埃利奥特·菲奇·谢泼德
埃利奥特·菲奇·谢泼德（英語：Elliott Fitch Shepard，1833年7月25日—1893年3月24日）是纽约律师、银行家，也是《特快邮报》业主和纽约州律师协会的创始人兼主席。谢泼德的夫人玛格丽特·路易莎·范德比尔特是慈善家、商业巨头和范德堡家族族长康内留斯·范德比尔特的孙女。谢泼德位于布莱克利夫园的住所伍德里，以及他在附近建立的斯卡伯勒长老会教堂，如今都已成为斯卡伯勒历史区的重要组成部分。
谢泼德生于纽约州学托扩县的詹姆斯敦，另有两个兄弟，父亲是票据雕刻公司的总裁。他曾就读纽约市立大学，当过25年律师。南北战争期间，谢泼德官拜上校，是北军募兵军官。总统亚伯拉罕·林肯一度想晋升他为准将，但谢泼德出于对参与过实战军官的尊重而没有接受。战争结束后，他先后创立或资助多家机构和银行。迁居布莱克利夫园后，谢泼德建起斯卡伯勒长老会教堂和住所伍德里，这座房子及其领地如今都是断头谷乡村俱乐部的一部分。

## 早年经历

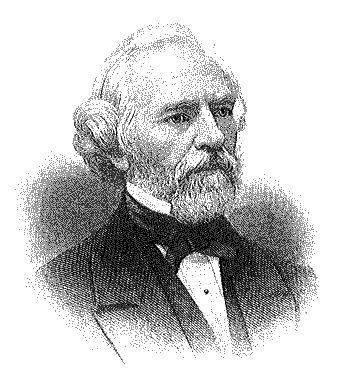
埃利奥特·菲奇·谢泼德的父亲菲奇·谢泼德

1833年7月25日，埃利奥特·菲奇·谢泼德在纽约州学托扩县的詹姆斯敦（Jamestown）出生，是父亲菲奇·谢泼德（Fitch Shepard）和母亲迪莉娅·玛丽亚·丹尼斯（Delia Maria Dennis）三个儿子中的老二，另外两个孩子分别叫伯里特·汉密尔顿·谢泼德（Burritt Hamilton Shepard）和奥古斯塔斯·丹尼斯·谢泼德（Augustus Dennis Shepard）。菲奇是国家票据公司（之后同美欧票据公司整合）的总裁，他的幼子奥古斯塔斯之后当上美国票据公司总裁。菲奇的父亲叫诺亚·谢泼德（Noah Shepard），是清教牧师托马斯·谢泼德（Thomas Shepard）和詹姆斯·菲奇（James Fitch）的后裔，其中后者是普利茅斯殖民地政军领袖威廉·布拉德福德（William Bradford）的女婿。迪莉娅·玛丽亚·丹尼斯的先辈罗伯特·丹尼斯（Robert Dennis）于1635年从英格兰移民北美。
据1897年的《纽约望族》（Prominent Families of New York）记载，埃利奥特无论“出生、血统还是个人品质都非常突出”。他在詹姆斯敦的公立学校和市立大学高校预科文法学校（当时位于纽约市立大学大楼内）求学，于1855年从纽约市立大学毕业。接下来他开始跟随爱德华兹·皮尔庞特（Edwards Pierrepont）研读法律，于1858年在布鲁克林市通过律师从业资格考试。

## 内战经历

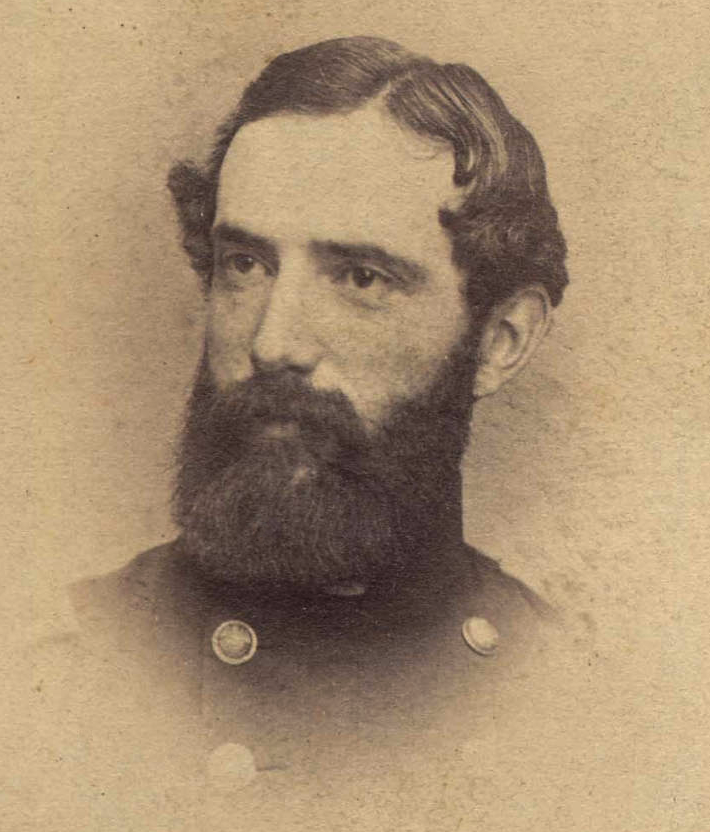
南北战争期间的谢泼德，乔治·罗克伍德摄。

南北战争爆发后，谢泼德成为北军将领埃德温·摩根（Edwin D. Morgan）的副官，拥有上校军衔。谢泼德曾参与招募志愿兵的工作，但始终没有走上战场。1862年，他到詹姆斯敦视察肖托夸团的装备和制服供应情况，这也是他12岁后首次回到故乡，受到当地部分名流欢迎。纽约志愿军第51团就是由谢泼德招募和组建，该团之后定名为“谢泼德步枪团”来向他致敬。沃尔特·惠特曼的弟弟乔治··惠特曼（George W. Whitman）就在谢泼德步枪团服役，他从谢泼德口中得知自己获晋升的消息。1865年，乔治晋升至少校军衔，这次晋升可能有谢泼德的影响。此外，谢泼德还同沃尔特有书信来往。
谢泼德是埃尔迈拉征兵站的负责人，向周边地区一共招募了4万7000人。总统亚伯拉罕·林肯有意晋升他为准将，但谢泼德没有接受，以示对参与过实战军官们的尊重。

## 事业
1864年3月28日，为了给军中病患和伤员筹集救济金，纽约都会区开始举办大都市博览会，谢泼德是博览会执行委员会成员，也是捐助委员会主席。他还曾主持过多个律师救灾委员会，其中包括1866年波特兰大火灾后缅因州波特兰的律师救灾委员会和1871年芝加哥大火后芝加哥的律师救灾委员会，并且是1889年约翰斯敦大洪水后市政受害人委员会的一员。
1867年，谢泼德在州长埃德温·摩根的一次招待会上结识玛格丽特·路易莎·范德比尔特（Margaret Louisa Vanderbilt），两人的交往困难重重，玛格丽特的父亲威廉·亨利·范德比尔特（William Henry Vanderbilt）反对这门亲事。但只过了一年，谢泼德就于1868年2月18日在纽约市的道成肉身教堂同玛格丽特结为夫妇。1868年到大数旅行期间，他帮助当地建立大数美国学院，承诺每年向该校捐助5000美元，之后还一次性捐出10万美元（相当于如今的350萬美元）。

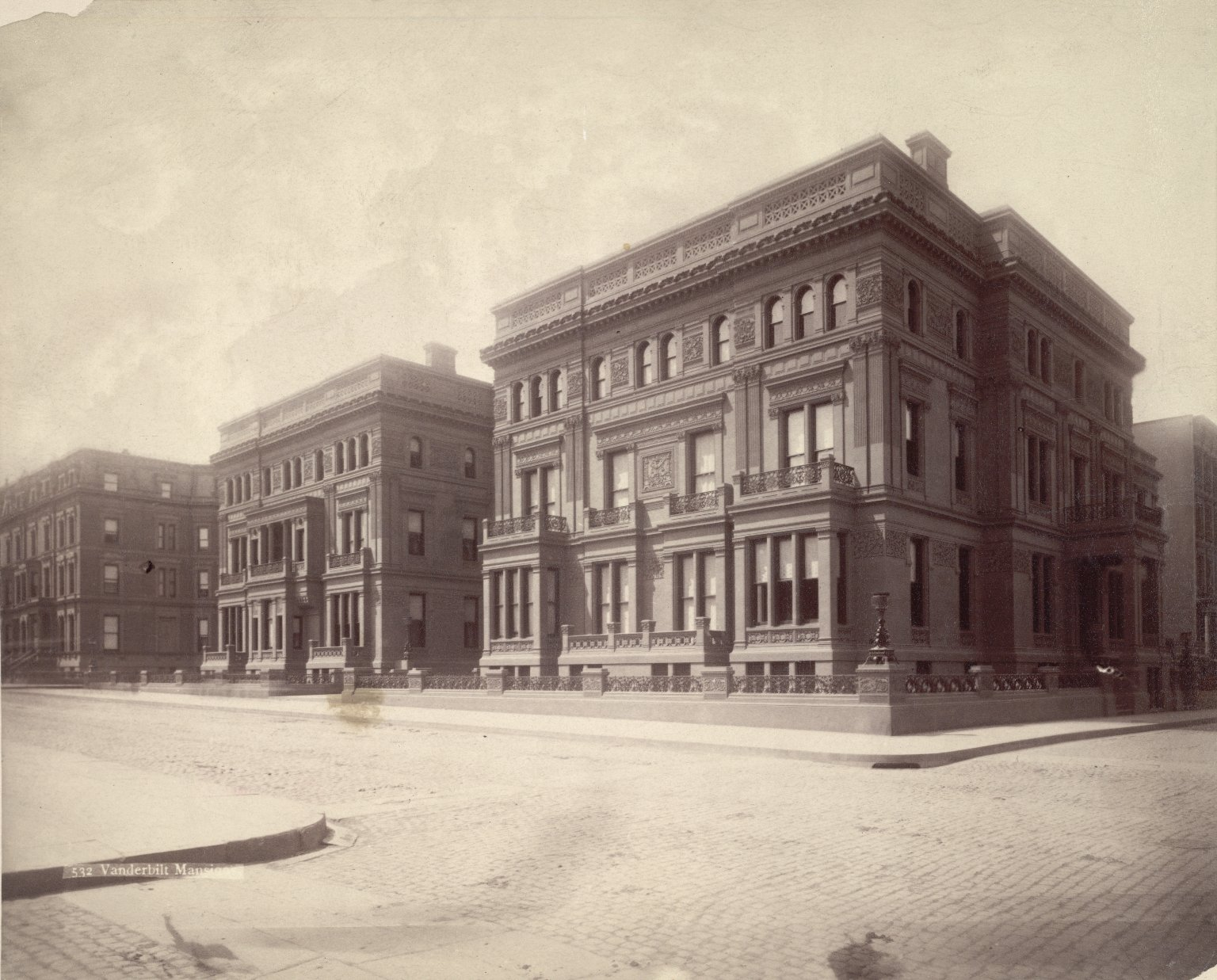
谢泼德一家位于纽约市的连体别墅，是范德堡家族宅邸的组成部分。

1868年，谢泼德同法官塞隆·斯壮（Theron R. Strong）合伙经营斯壮和谢泼德律师事务所，并在法官去世后继续运营。他的律师生涯持续了25年，于1876年帮助创立纽约州律师协会，并在1884年当选第5任主席。1875年，谢泼德起草修正条款，为纽约州商会设立仲裁法庭，并于次年成为该庭执行委员会的五名成员之一。1880年，纽约市议会任命谢泼德和埃比尼泽·谢弗（Ebenezer B. Shafer）共同编撰纽约市典章。
19世纪80年代期间，美国储蓄银行、大都会银行和谢泼德哥伦比亚国家银行都在谢泼德的帮助下成立:154。1888年3月20日，他以42万5000美元（相当于如今的1487萬美元）高价从赛勒斯·W·菲尔德（Cyrus W. Field）手中买下1836年创刊、估计价值为20万美元（相当于如今的700萬美元）的《特快邮报》（Mail and Express）。作为虔诚的信徒，他在每期社论的版面最上方都加上一段《圣经》经文。谢泼德担任报社总裁直到去世，在此期间报纸的所有重要决定或政策都是由他亲自审批。谢泼德还成为第五大道舞台公司的控股股东，然后强制要求该公司不得在周日工作（基督教安息日）。
1885年，玛格丽特的父亲去世，给女儿留下1200万美元（相当于如今的4.2億美元）的遗产。谢泼德一家住在曼哈顿西52街2号，是一幢连体别墅，和另外两幢属于范德堡家族宅邸的组成部分，分属威廉·亨利·范德比尔特和他的两个女儿，都是在19世纪80年代建成。埃利奥特去世后，玛格丽德把房子转赠给妹妹一家，两套房子在她妹妹手中合并。两套大宅之后均予拆除，原址于1928年建起9层高的德皮纳（De Pinna）大厦，这幢大厦于1969年左右拆除，如今这里是第52街650号大楼（原称伯爵表大楼）所在地。
1884至1887年，谢泼德和家人环游世界:154，先后抵达亚洲、非洲、欧洲和阿拉斯加。他还纪录下自己同妻女、另外6个家族成员、各人的女仆，还有厨师、管家、搬运工和讲解员各一人从纽约前往阿拉斯加的旅程。根据谢泼德的记载，一家人先后搭火车经过路程达2万2668公里的26条铁路，整个行程历时近5个月，先后住过38家酒店。经过这次旅程，他又抓住机遇在阿拉斯加建立教会，然后同夫人开始每年向新教会资助约2万美元（相当于如今的699,900美元）。住在曼哈顿期间，谢泼德在第五大道长老会教堂接受牧师约翰·霍尔（John Hall）的引领，还曾担任5年美国安息日联合会主席。

### 开发布莱克利夫园
19世纪90年代初，谢泼德迁居哈德逊的斯卡伯勒（Scarborough-on-Hudson，如今的布莱克利夫园）:158，从J·巴特勒·怀特（J. Butler Wright）手中买下一幢维多利亚式房屋。他还在怀特的房子南面建起另一幢面向哈德逊河的大宅并起名“伍德里”（Woodlea），并对宅邸周边的土地进行修整。伍德里于1892年开建，3年后竣工:153，但谢泼德于1893年去世，只能由玛格丽德来督导房屋落成:159–160。伍德里的占地面积在6000到6500平方米之间，是美国最大的私人宅邸之一:163。
谢泼德去世后，玛格丽德通常只有春季和秋季才会住在伍德里:165，并且之后回到这里的间隔时间也越来越长。1900年时，她已开始同弗兰克·范德利普（Frank A. Vanderlip）和威廉·洛克菲勒（William Rockefeller）就转让豪宅谈判，于1910年卖出。范德利普和洛克菲勒组建董事会创立乡村俱乐部，起初在范德利普担任总裁的华尔街55号国家城市银行办事处会晤。断头谷乡村俱乐部成立后，伍德里成为俱乐部的会所，之前怀特的房子则成为俱乐部的高尔夫别墅。:169
谢泼德在位于布莱克利夫园的地产上建起一座小教堂，于1892年创立斯卡伯勒长老会教堂。玛格丽特在丈夫去世后把教堂同牧师宅邸一起捐出。教堂的设计者包括谢泼德的侄儿小奥古斯特·谢泼德（August D. Shepard, Jr.，也是威廉·卢瑟福·米德的外甥）和斯坦福·怀特的外甥奥古斯塔斯·海德尔（Augustus Haydel）:159。教堂于1895年5月11日揭幕:165，并为纪念谢泼德而被暂时叫做谢泼德纪念教堂。

## 家庭和私人生活

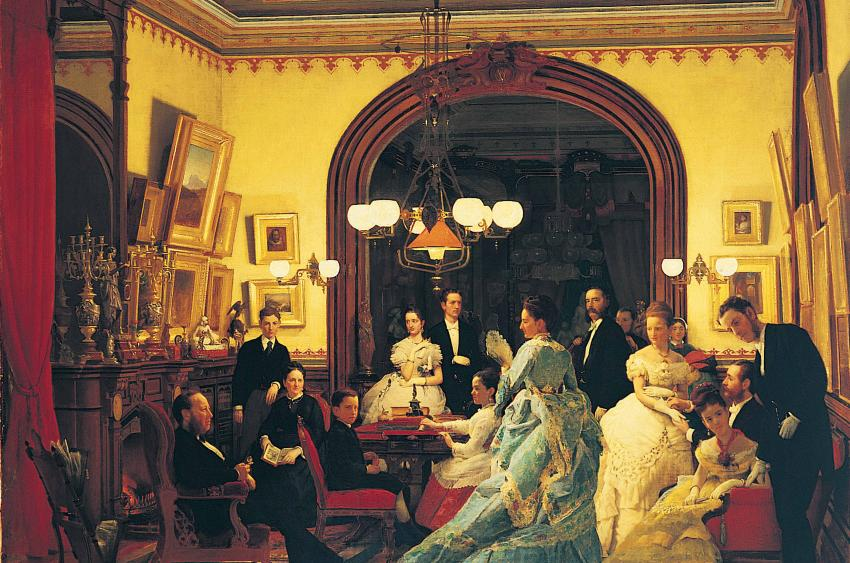
西摩·约瑟夫·盖伊1874年的画作《去看歌剧》所画的就是范德堡家族，其中玛格丽特身着蓝色长裙，埃利奥特在她右侧。

谢泼德和玛格丽特育有一子五女，他的儿子叫小埃利奥特（Elliott Jr.，1877至1927年），5个女儿分别是佛罗伦斯（Florence，1869至1869）、玛丽亚·路易丝（Maria Louise，1870至1948）、伊迪丝（Edith，1872至1954）、玛格里特（Marguerite，1873至1895年）和爱丽丝（Alice，1874至1950年）。几个孩子在主日学校和教堂学习，还接受私人教师和家教的引导。谢泼德还为家人雇有私人厨师。作为父亲，谢泼德要求严格，曾打过他的儿子，根据记载，小埃利奥特桀傲不驯，程度与父亲的固执和对道德的执着不相上下。
谢泼德身材高大，行为举止颇具风度，《纽约时报》称他是“斯文花花公子的完美典型”。他有浓密的头发，指甲也经过修剪，还有精心修整的胡须和运动员式体型:154。谢泼德反对反犹太主义，多次出席宣传俄国犹太人困境的晚宴，还会定期在其他人往往避之唯恐不及的犹太宗教和社会组织演说。他租下纽约许多教堂的长椅，向十余名传教士提供资助，许多医院和慈善团体都称他是慷慨的捐助者。谢泼德在政治上也很有抱负，修建伍德里就是将其作为权力和影响力的象征。:157他还添置马和马车，由家人乘坐在公园游玩，他本人则对自己的马术深感自豪。
谢泼德支持共和党，单1888年总统大选时就捐了7万5000美元（相当于如今的262萬美元），还在雅各布·斯洛特·法塞特竞选纽约州州长时捐出1万美元（相当于如今的350,000美元）。他把位于纽约市第六大道和57街交汇处的谢泼德大堂装修一新，然后作为共和党俱乐部免费出租。谢泼德还是多个组织的成员，除纽约州律师协会外还有美国自然史博物馆、国家设计学院、美国革命之子、纽约游艇俱乐部、纽约竞技俱乐部、纽约新闻俱乐部、纽约律师俱乐部、共和党俱乐部、曼哈顿竞技俱乐部、骑术俱乐部、黄昏俱乐部、纽约联邦同盟俱乐部、纽约新英格兰协会、阿迪朗达克同盟俱乐部和布鲁克林联邦同盟。

## 晚年、逝世和影响

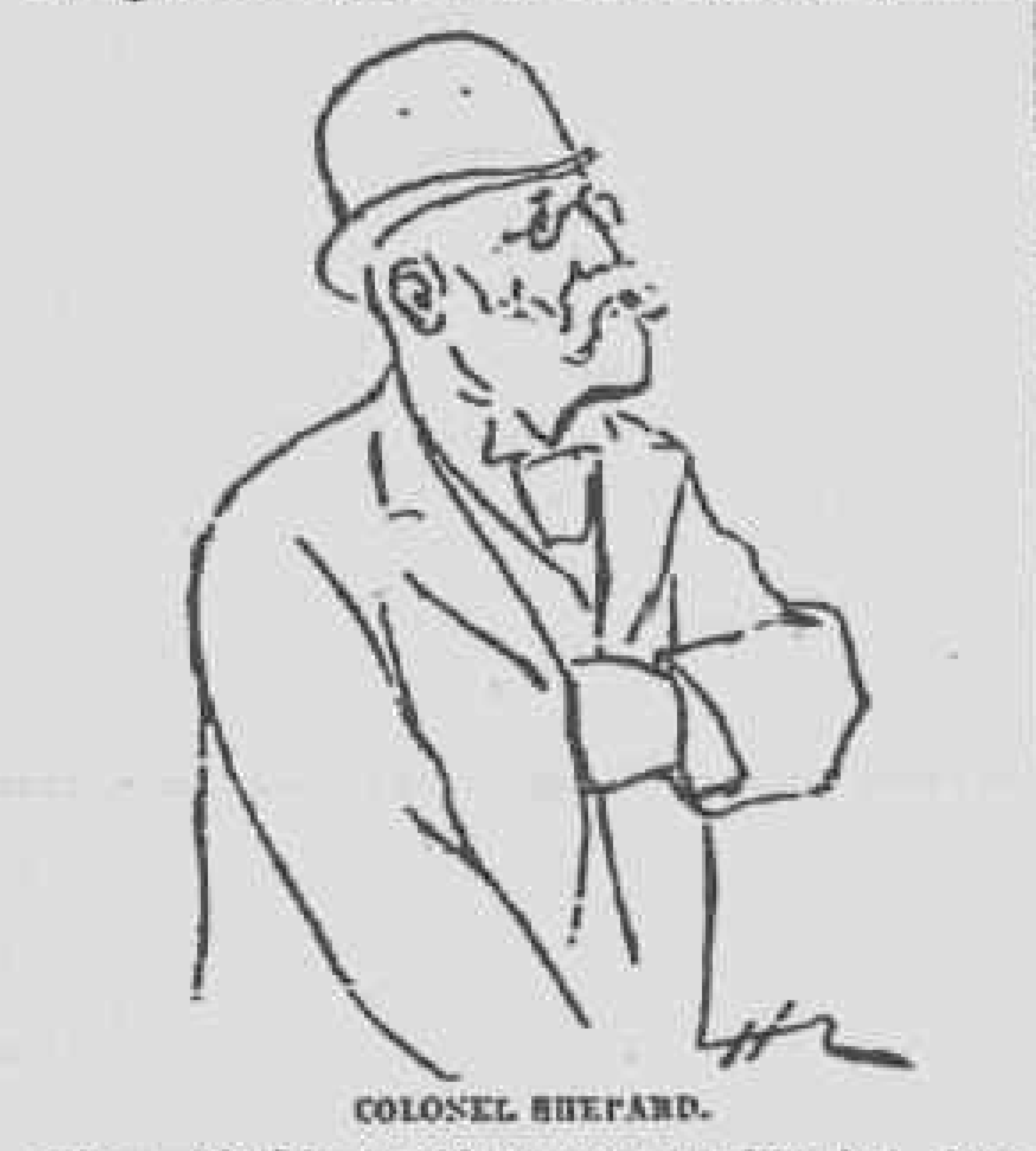
谢泼德晚年形象素描，绘于1892年。

1892年，纽约市立大学授予谢泼德法学硕士学位，奥马哈大学则授予他法学博士学位。1893年1月11日，谢泼德向芝加哥哥伦布纪念博览会的内务委员会演说，希望博览会不要在周日（安息日）开放。早在1891年9月7日，他就在会堂酒店花费2万5000美元（相当于如今的87.5萬美元）为委员会成员预订了16个房间，租期定在展会期间，时长达6个月。
1893年3月24日下午，埃利奥特·菲奇·谢泼德在曼哈顿的家中突然去世。当时有两位医生正在给他动手术，于12点45分使用乙醚将他麻醉。之后几分钟里，谢泼德看上去似乎对外界刺激没有任何反应，但没过多久，他的脸色开始变化，呼吸和脉搏都变得很弱。医生于是停止给他吸入乙醚，但这时病人吸入的乙醚量还不足以继续手术。谢泼德的情况再度恶化，两名医生怀疑是食物或呕吐物阻塞住他的气管或支气管。医生开始输氧，病人情况暂且好转，但到下午4点时，他的脉博逐渐变得越来越微弱，人也失去意识，最终于4点10分逝世。经事后认定，谢泼德死于肺水肿和吸入乙醚后的肺部充血，但导致这一情况的具体原因不明。他的遗体起初葬在摩拉维亚公墓的范德比尔特陵园。1894年11月17日，谢泼德的遗体在夫人玛格丽德、小舅子乔治·范德比尔特（George Vanderbilt）和其中一个女儿的监督下与长女佛罗伦斯的遗体一起转移到新建成的谢泼德家族陵墓。

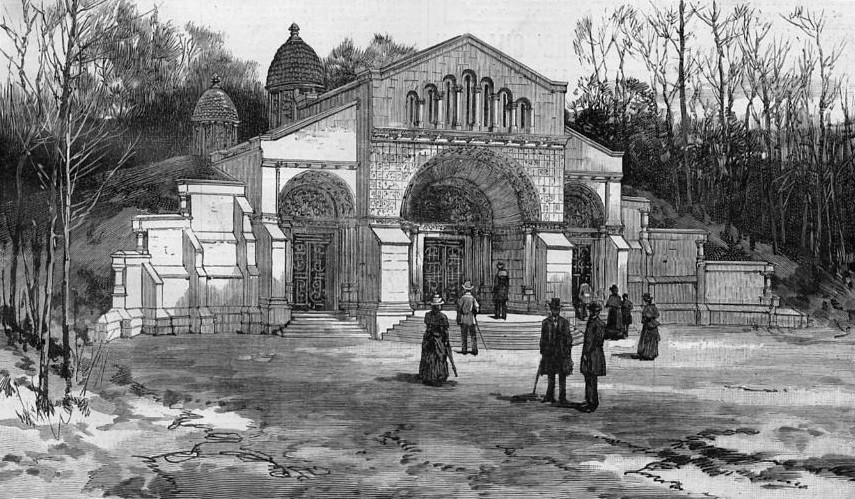
谢泼德起初下葬在范德比尔特陵园

谢泼德的遗产除捐赠给大楼美国学院的10万美元外，还有价值85万美元的不动产和50万美元私人财产，总数135万美元（相当于如今的4725萬美元）。根据遗嘱，他的现金和财物除留给夫人、孩子和弟弟奥古斯塔斯的部分以外，还留给了多个宗教组织。谢泼德生前还资助过多种奖学金和奖金，其中包括纽约市立大学和纽约大学一年一度的埃利奥特·谢泼德奖学金；他还向纽约大学法学院的亚伦·范德波尔（Aaron J. Vanderpoel）律师图书馆捐赠了大量藏书。
谢泼德去世4天后，芝加哥出版商霍勒斯·奥多诺休（Horace O'Donoghue）从夫人口中得知谢泼德辞世的消息后拿起剃刀割喉自杀。起初他人以为奥多诺休只是一时冲动，但从之后的发现来看，他很可能是因欠下芝加哥出版公司巨额债务而自杀。

## 扩展阅读
埃利奥特·菲奇·谢泼德的部分著作
- Shepard, Elliott Fitch; Shafer, Ebenezer B. . New York, New York. 1881  [2015-12-12]. OCLC 680539530. （原始内容存档于2016-06-01）.
- Shepard, Elliott Fitch.  10th. New York, New York: American Bank Note Company. 1886  [2015-12-12]. OCLC 43539083. （原始内容存档于2016-07-23）.

埃利奥特·菲奇·谢泼德日常工作和家庭的详细信息
- Crodise, L. F. . The Epoch (New York, New York: The Epoch Publishing Co.). 1891-02-13, 9 (210): 21–2  [2015-12-12]. OCLC 31581175. （原始内容存档于2016-07-22）.For details on Elliott Fitch Shepard's average business day and family.